# Зак и Квак
„Зак и Квак“ (на английски: Zack & Quack) е анимационен сериал, създаден от Гили Долев и Ивет Каплан. Продуциран от „Зодиак Медия“, премиерата на сериала е излъчена по Nick Jr. във Великобритания и Ирландия на 7 февруари 2014 г. В Съединените щати започва излъчване по същия канал на 7 април 2014 г. Последният епизод е излъчен на 5 февруари 2017 г., продуциран с три сезона и 43 епизода.

## В България
В България сериалът започва излъчване на 18 август 2014 г. по „Никелодеон“ с български нахсинхронен дублаж, както и по „Ник Джуниър“.